# ボル・ブラザース
ボル・ブラザース（Bholu Brothers）は、カシミール出身のパキスタン人レスラーファミリー。
彼ら一族は1850年まで遡る歴史を持ち、過去3世紀にわたってインドのレスリング界を支配、著名なレスラー（パハルワン）であったグレート・ガマらを輩出したレスリング・ファミリー。この一族の著名なメンバーには、#ボル・パハルワン、#アザム・パハルワン、#アスラム・パハルワン、#アクラム・パハルワン、#ゴガ・パハルワンらがいる。兄弟は、ルスタム・エ・ヒンド（Rustam-e-Hind、インドのチャンピオンレスラー）であるイマーム・バクシュ・パハルワン (Imam_Baksh_Pahalwan) の息子たちであり、前述のグレート・ガマ・パハルワンは伯父にあたる。一族は家業でレスリングに関わり、いくつかのレスリングジムを所有・運営していた。
兄弟は、レスリングに関する近年の議論でもしばしば言及される。

## 兄弟らのキャリア
ダル・ウル・セハット（Dar-ul-Sehat）という名で知られるグレート・ボル・ジム（The Great Bholu's gym）は、カラチ市内の建物内にある。木製のベンチに囲まれた中庭にある泥床のレスリングアリーナとなっている。パキスタンの初代首相、リアカット・アリ・ハーンが、この建物をガマレスリングファミリーにトレーニング用として割り当てる。ここはかつて、デシ (Malla-yuddha) ・クシュティーが練習されたアカラ (Akhara) 、つまり伝統的な道場であった。この地のレスリングの試合はダンガル（Dangal）として知られ、泥のピットで戦われた。アユーブ・ハーン政権まで、パキスタン政府はボル・ファミリーのスポーツへの貢献を認め、ボル・パハルワンの家族に定期的に特別助成金を支給していた。1958年より以前は、国内のすべての都市、町、村にアカラがあり、レスラーが継続的に輩出され、これによってスポーツの活気が維持され、ボルファミリーの遺産はますます認知されていった。
パキスタンでレスリングが盛んだった時代、全国のスタジアムは常に多くの観客を集め、試合を観るために観客が路上に集まることも多くあった。この時代、兄弟は特に東部で人気を博し、アジア系コミュニティではレスリング界の著名人として広く知られた存在であった。
兄弟は、インド亜大陸で「グレート・ガマ」として知られた叔父のガマ・パハルワンに師事し、1947年の独立後もこの地域のレスリング界の重鎮として活躍。ボル・パハルワンは1949年にルスタム・エ・パキスタン（Rustam-e-Pakistan）の称号を獲得。弟のアスラム・パハルワンは1951年にルスタム・エ・パンジャブ（Rustam-e-Punjab）の称号を獲得した。アザムは1953年にルスタム・エ・ヒンド（Rustam-e-Hind）の称号を獲得。ゴガはレジデント・チャンピオン（Resident Champion）としてよく知られていた。彼らは独立後、アムリトサルからラホールに移住している。
しかし、兄弟がどれほど優れていたとしても、彼らの実力について語るなら、偉大なガマやイマーム・バクシュには一歩及ばない。ガマは亜大陸からやって来て、世界的に有名なレスラーたちと戦って勝利したのである。もしかしたら、若くして亡くなった初代グラームは、彼ら全員の師だったのかもしれないが、今や全ては歴史の中に凍りついている。さらに、古参のレスラーが逝けば、彼らの個人的な物語も彼らと共に過去へと消えていく。まずガマが歴史の中に消え、次にボル、そしてアスラムが消えた。今もなお、生き続ける物語はたくさんある。しかしもちろん、他の多くのものと同様に、それらもまた時の砂の中に失われていく。

## 一家の著名な人物

### ボル・パハルワン
メイン記事: en:Bholu Pahalwan
1922年にマンズール・フセインとして生まれたボル・パハルワンは、イマーム・バクシュ・パハルワン（ルスタム・イ・ヒンド、インドレスラーチャンピオン）の長男。彼は独立したばかりのパキスタンで最初のレスリングチャンピオンである。
イギリス領インドでレスリングのキャリアをスタートさせたボルは、1939年3月にラホールのミントー・パーク（現在のイクバール・パーク (Greater_Iqbal_Park) ）でアフマド・バクシュと対戦し、最初のレスリングの試合を行った。1947年までにマンガル・シンとタラカを破った。また、カール・ポジェロ (Karl Pojello) 、ジョージ・ズビスコ、ズビスコ2世、エミール・コロシェンコ、バロン・フォン・ヘックゼイ、ジェジ・ゴールドシュタインなど、西洋のレスラーも破っている。1949年4月、彼はパキスタン・レスラー第1位であったパンジャブ出身のユヌス・グジュランワリアを破り、ルスタム・エ・パキスタンのタイトルを獲得した。パキスタン総督ホジャ・ナジムッディン (Khwaja Nazimuddin) は彼にチャンピオンシップ・メイスという称号を授与した。1962年には、パキスタン大統領ムハンマド・アユーブ・カーンからパフォーマンス賞を授与された。
1964年、彼は全パキスタン・レスリング協会から条件付きでルスタム・エ・ザマン（世界チャンピオン）の称号を授与された。1967年5月、イギリス・ロンドンで、アングロ・フレンチ・チャンピオンのアンリ・ピエルロ（レス・ソントン）を破り、世界タイトルを獲得した。1967年9月、ボルは全パキスタン・レスリング協会から2度目のルスタム・エ・ザマンの称号を授与された。

### アスラム・パハルワン
メイン記事:en:Aslam_Pahalwan
アスラム・パハルワン（別名「アチャ」）（1927年 - 1989年）は、グレート・ガマの養子であり、パキスタン・レスリングの一派で活躍した。アスラムは、リング上でのレスラーとしての振る舞いや振る舞いとは対照的に、コミカルな人物として知られていた。体重は300ポンド（約133kg）を超え、身長は6フィート4インチ（約193cm）だった。彼は「インド・レスリング界のスーパーマン」と呼ばれるハミダ・パハルワンから、過酷なレスリング環境で訓練を受けた。シュート・バウトにも参加し、フリースタイル・レスリングとインド武術のライセンスを取得していた。
アスラムはパキスタン独立前に格闘技のキャリアをスタートさせ、「パンジャブの獅子」カラ・ペハルワンを破り名声を得た。 1951年、グジュランワーラ出身のパキスタン人レスラー、ユヌス・パハルワン（別名ユヌス・グジュランワーリア）を破り、ルスタム・エ・パンジャブのタイトルを獲得した。1953年、ナイロビの大会に出場し、同国チャンピオンのマヘンダー・シンを破った。また、同年にはコモンウェルスのタイトルも獲得。1954年には当時大英帝国チャンピオンのバート・アッシラティを破り、世界中にその名を知られるようになった。アスラムはアジア極東のほか東アフリカ、ヨーロッパ、南米、中東で格闘技に携わり、ジョージ・ゴーディエンコ、シェイク・アリ、ロイ・ヘファーナン、キングコング・チャヤといった有名選手を破った。彼はまた、アルジュン・シン、タイガー・ジョギンダー・シン、ターロック・シン、ポール・バションといったインドレスリング界のビッグネームからも勝利している。ポール・“ブッチャー”・バションによると、ボル兄弟との試合はすべてシュートアウトだったという。

### アザム・パハルワン
アザム・ペハルワン・ルスタム・エ・ヒンドは、ラホールと極東のチャンピオンであった。彼は従来のレスリングスタイルのパハルワンであったが、後にフリースタイルのプロレスリングスタイルを採用。アザム（別名ラジャ）は1925年、インドのアムリトサルで生まれ。彼は内向的で信心深い人物であったという。またパキスタン、インド、クウェート、オマーンのマスカット、バーレーン、カタール、ケニア、ウガンダ、南米で多くの格闘家と対戦。アザムは強くて柔軟性もあり、マットに投げ出されるときでもいつでも足着地したという。体重がわずか180ポンドでも、ゴラ・シンやバロン・フォン・ヘックゼイなどのスーパーヘビー級の選手とも戦うことができたという。イギリスでは、アメリカのチャンピオン、ロン・リードを、スリナムでは、レスリングチャンピオンで空手愛好家のアンテル・ハイチ（ガイシン）を破っている。彼はまた、ジェジ・ゴールドスタイン、ジョージ・ペンシェフ、ビッグ・ビル・ヴァーナ、ゼブラ・キッド、ロン・ハリソン、ブルーマ、タイガー・ジョギンダー、アルジュン・シンなどの有名なレスラーも倒している。

### アクラム・パハルワン
アッキとしても知られるアクラム・ペハルワンは、土塁レスリングとボクシングスタイルのレスリングの両方を実践していた。1930年、インドのアムリトサルに生まれ、全盛期には体重約110キロ、身長180センチを誇っていた。1953年、東アフリカでの数々の勝利から「ダブルタイガー」の異名を授かる。カンパラでウガンダのチャンピオン、イディ・アミンを破り、ケニアでも同地チャンピオンのマヒンダー・シンを含む全ての対戦相手に勝利。また、兄弟のアスラムとゴガと共にタッグマッチもこなした。
アクラムは10代でレスリングのキャリアをスタートし、瞬く間に頭角を現した。当初はガマの弟子としてラホールで試合に出場し、キャリア初期には早くも「パンジャブの獅子」として知られるカラ・パハルワンと対戦し敗れた。しかし当時国でランキング3位のカラ・パハルワンは彼との再戦の機会を与えず、快進撃を阻止しようと代わりに弟子たちをアクラムと対戦させたという。1954年、アクラムはボンベイへ渡り、そこで無敗の戦績を築く。パキスタンに帰国後、アクラムは地元のあらゆる選手に挑戦。ムルターンのチャンピオン、ザマン・カーンと王座を争った際、アクラムは勝利を収める。
1958年、アクラムと兄弟たちはマラヤ遠征を行い、憧れのハリ・ラムに挑戦状を叩きつけた。チッタゴンでオーストラリアのビッグ・ビル・ヴァーナと対戦した際、アクラムは左肩を脱臼し入院。この怪我以降、左肩が外れる癖がつく。しかし、この怪我にもかかわらず、試合は引き分けに終わった。アクラムは肩の怪我が完治しレスリングを再開すると、ハンガリー人の巨漢レスラー、キングコング（エミール・チャジャ）との対戦に同意した。この試合で、アクラムはキングコングを3ラウンドで破った。
兄弟にとっての新たな脅威は、ラホールのチャンピオン、ボラ・ガディであり、彼は1962年5月、歴史的都市選手権大会でボル兄弟、アザム、通称ラジャを破った人物であった。アクラムはラホールのイクバールパークのチャレンジマッチでガディと対戦した。2人の間で激しい競り合いが続いた後、アクラムはガディを高く持ち上げ、マットに叩きつけて最初の3カウントを奪った。アクラムが次に対戦した相手は、非常に賢いレスラーとして評判は高いが自分よりも体重が軽いハジ・アフザル。アフザルは15分でピンフォールされた。
ネパールでは、アクラムはカブールのチャンピオン、サルダール・カーンを破った。その後、チャレンジファイトで、インドのパンジャブのピアラ・シンを圧倒した。
アクラムの記憶に残る勝利の中には、ハジ・アフザル、キング・コング、オージー、クライド・ケネディ、ハーダム・シン、グルナム・シン、ハリ・ラム、エミール・コロシェンコ、トニー・コンテリス、コン・パパラザロウ、バロン・フォン・ヘッツェイ、ブロールマ、サム・ベッツ、ジョージ・ゴーディエンコ戦の勝利などがある。シェイク・ワディ・アユブ、バート・アッシラティ、ビッグ・ビル・ヴァーナとの試合では引き分けとなった。アクラムはいくつかの試合に敗れたものの、全体的な成績は良好だった。ここまでのキャリアの中で敗北を喫したのは1950年代の「パンジャブの獅子」カラ・パハルワン、1968年の南米でビッグ・ビル・ヴァーナ、そして3度世界柔道チャンピオンに輝いたアントン・ヘーシンク、ホノルル王者アンタル・ハイチとの試合である。そしてアクラムは1976年にアントニオ猪木との重要な試合（ガチンコ#セメントマッチ参照）に敗れるまで、プロレス界で活躍を続けたが、この一戦を機に一族の名声は地に堕ち、ボル・ブラザーズは没落。パキスタンのプロレスの灯も消えることになった。

### ゴガ・パハルワン
ゴガ・ペハルワン（本名モアザム、1937年生まれ）もレスラーだった。アムリトサル生まれのパキスタンチャンピオンは、グレート・ガマに15年間師事した。彼は小柄な体格で、素早い反射神経を活かしたファイティングスタイルを披露した。得意技は逆フライングキックとレッグブレーカー。ゴガは、タイガー・ジョギンダー (Tiger_Joginder_Singh) 、ガンパット・アンドルカール、エリック・テイラー、アール・メイナード、キラー・カール・コックス、ゼブラ・キッド、ワニク・バックリー、ルイス・コヴァックス、キッド・ゼンボア、ビル・ロビンソン、クロンダイク・ビル、ディック・マードック、ダスティ・ローデス、サム・ベッツ、ハルカ・エイゲン、ターロック・シン、ハーバンス・シンなど、数多くの有名レスラーと抗争を繰り広げた。地元での対戦相手には、ハジ・アフザル、ブーンタ・シン、シディク・ヌケワラ、ソーニ、ガーナム・シンなどがいた。しかし、ゴガはサム・ベッツなどのレスラーに数試合敗れた。タッグでは、アクラム・ペハルワンやマジッド・アクラとタッグを組んだ。
その後ゴガは1981年2月6日、グジュランワーラ市で甥のナシル・ボルとのエキシビションマッチ中に亡くなった。

### ハス
ハス（ハッス、本名フセイン・バクシュ）は、イマーム・バクシュという人物の次男で、ボル兄弟の初期のチームメイト。彼はレスリングチーム「ボルブラザース」の一員であったが、レスリングを早期に辞めたため、公に名前が知られることはなかった。そのためレスラーとしての知名度は兄弟たちほどではなく、レスリングファンの間では知られていない存在。

### ジュベール（ジャラ）・パハルワン
ジュベール・アスラム・ジャラは、ボルの弟、アスラム・パハルワンの息子。彼はラホール出身であると宣伝されていた。1980年代のパキスタンで第一線で活躍したレスラーだった。ボル・ブラザーズがプロレス界からほぼ引退状態となった後にジャラはレスリングキャリアをスタート。彼らの後継のような存在だったが、うまくはいかなかった。彼はおそらく当時のパキスタンで最高のレスラーであるアルシャド・ビジリを含むインドレスリング界トップ5人のパキスタン人トレーナー（カリファ）から指導を受けた。ロバート・サイトウ、ジュールズ・ストロングボウ-2、SDジョーンズなど、数多くの国際的なレスラーを破った。また、ザワール・ムルタニ、ゴーガ・グジランワリア、アッバス・ムルタニといった地元パキスタンのチャンピオンや、バハワルプルのチャンピオン、グラーム・カディールを破った実績もある。
ジャラは1979年6月17日に叔父のアクラムを破った日本の世界格闘技チャンピオン、アントニオ猪木と一族のリベンジ・マッチとして対戦。5ラウンドを戦って引き分けとなる。この試合は猛暑の中行われリングのシートの下は板だけ、リングに張っているロープもゆるく、さらにその前の試合がインド相撲で、そのせいで砂だらけでリング上は埃が朦々としており滑るうえ、ジャラは裸足で猪木は靴を履いている状態、このため猪木はまともな勝負にならないと判断している。さらにジャラは体にオイルを塗っているほか、足腰や体幹が太く、厚みのある身体でまた猪木よりひと回り大きかった。試合形式もアクラム戦と同様、ラウンド制かつ事前の勝敗の取り決めなしであるが、3カウントフォールかギブアップで決着というレスリングの試合形式を一応順守するようにし、始めから相手に故意に大けがさせないようにしていたという。
この試合には東京スポーツやテレビ朝日といった日本のマスコミは同行していなく、日本側は日本人記者をひとりも連れてきていなかった。その上で、この試合はなかったことにしようと思えばできた試合であり、猪木側は危なくなれば、相手に花を持たせようと思えば持たせられた状況下での試合である。ただしこのとき猪木のパキスタンでのジャラ戦と、その2日後のタイガー・ジェット・シン戦は、専門雑誌の掲載はなされている。
実際に試合はアクラム戦同様組み合ってのレスリングで、なんとなく猪木が下になって受け流している感じであるが、アクラム戦での事項を反省してか、相手の動きに付き合う流れで強い攻めは行っていない。猪木も、まあ試合を引っ張ってあげてもいいかな、そこまでは譲ってもいいかな、と考え、体格的にもひと回り大きく体力的にも上回る相手にうまく脚を効かせてコントロールしておいて、5ラウンドが終わった段階でお互い疲労困憊と判断、猪木はジュベールの手を挙げた。猪木はのちにこの一戦のインタビューで、それはもう前回とは全然違う、お前の勝ちでいいよという感じで、もういいよと、これで終わりにしようと勝ちを譲ったアピールしたことを語っている。ただし当時はあくまでも引き分けとの判定がなされている。
アクラムやジャラの習得したインド相撲、インド・レスリングと称されるクシュティーには、関節技・絞め技といった寝技は本来なく、実際にジャラの動きからは高度な寝技技術を持っているようには見えなかった。このため地元全国紙『DAWN』にも、ジャラはもっとモダンなテクニックを身につけるべきだと論説されている。
実質的な勝利を一応は飾ったとみられるが、その後パキスタンのプロレスはラホール近郊で細々と興行を続けていたくらいであり、ジャラ自身も地元レスラーにさえ勝てないくらいとなっている。ジャラはそれまで毎日のハードトレーニングと一家の期待を一身に背負う重圧からパキスタンで禁じられている飲酒を行い、ヘロインにも手を出していたと言われる。猪木戦の12年後、1991年に心不全のため30歳で急死し、それを機に一族はプロレスリング興行をやめたという。その後、ジャラの息子のモアザンはゴガの息子のトニと共に年に一度開催される地元のレスリングトーナメントを目指し、一族のジムでトレーニングをしていたという。

### ナシル・ボル
ナシル・ボル（1960年生まれ）は、ラホール在住で、かのガマ・レスリング・ファミリー長男ボル・パハルワンの息子として知られている。ボル・ジュニアは、カラチのDJサイエンス大学在学中の1978年5月26日、ビッグ・ビル・クラークを破ってレスリングデビュー。1979年にはアラブ首長国連邦のヤシル・アリを破る。1982年には、バングラデシュの地元レスリング選手権大会でデビッド・ストールフォードを破って優勝し、パキスタンのレスリングプロモーターからアジアチャンピオンの称号を授与された。ナシルは、ジ・アサシン、1968年オリンピックメダリストのハリケーン・マイク・ハネシー、インドのレスラー、カンワール・ジート・シンといったプロレスラーも破っている。ただしパキスタンではトレーニング施設が不足していたため、彼のキャリアは短命に終わることとなった。
ナシルはイケメンで映画俳優としても活躍していたが、ビジネスマンとしての方が成功している。カラチとラホールでジムを経営し、中国とも取引を行っている。そのルックスからスター性を見込まれて1976年のアクラム×猪木戦の際には新間寿らに日本に来ないかとスカウトを受けている。家族のことを考えて思いとどまったというが、ナッシルにとっては人生最大の後悔事となっているという。

### ハルーン・アビッド
ハルーンは1999年8月17日生まれ。ラホール出身。プロレスリング・ノア所属のレスラーになる。元IGF関係者を通じてノア入団への道が開かれたという。これまでもプロレスラーになりたかったが、試合をみてノアでプロレスをしたいとし、来日時から世話になっているアントニオ猪木からも「頑張ってください」と言われたという。
2014年にアントニオ猪木がパキスタンを訪問し、激闘を展開したペールワンの子孫としてアスラム・ジュニアらと対面した時、猪木は一族の中でだれもレスリングをやっていないことにショックを受け、猪木の要請を受けてハルーンが日本に留学することになる。アスラムは、ガマなどのことはハルーンに話していなかったが、ハルーンが日本でレスリングを始めることになると、初めて祖先の偉大な功績を説明し、すごい血筋であることを伝えたという。その時ハルーンは14歳であったが、アスラムは猪木が自分たち一族を覚えていてくれたことに感激したとして、ハルーンを日本へ送ることを決めたという。
そしてハルーンは来日してからは日本体育大学荏原高等学校で柔道、日本体育大学柏高等学校でレスリングのトレーニングを積み、柏高校時代には団体優勝に貢献した。その後日本体育大学に進学しレスリング部へと進んだ。2021年の全日本大学選手権では準優勝となったが、パキスタン代表として出場を目指した2021年の東京五輪にはアジア予選で敗退して出場はならなかった。